# Williamsonia (insecte)
Cet article concerne le genre d’insecte. Pour le genre végétal fossile, voir Williamsonia.
Genre
Williamsonia  est un genre de libellules de la famille des Corduliidae appartenant au sous-ordre des Anisoptères dans l'ordre des Odonates. Il comprend deux espèces.

## Liste des espèces
- Williamsonia fletcheri Williamson, 1923
- Williamsonia lintneri (Hagen in Selys, 1878)